# Parlamentswahlen in der Republik Moldau
Wahlen zum Parlament der Republik Moldau fanden bzw. finden statt:
- 1994, siehe Parlamentswahl in der Republik Moldau 1994
- 1998, siehe Parlamentswahl in der Republik Moldau 1998
- 2001, siehe Parlamentswahl in der Republik Moldau 2001
- 2005, siehe Parlamentswahl in der Republik Moldau 2005
- im April 2009, siehe Parlamentswahl in der Republik Moldau April 2009
- im Juli 2009, siehe Parlamentswahl in der Republik Moldau Juli 2009
- 2010, siehe Parlamentswahl in der Republik Moldau 2010
- 2014, siehe Parlamentswahl in der Republik Moldau 2014
- 2019, siehe Parlamentswahl in der Republik Moldau 2019
- 2021, siehe Parlamentswahl in der Republik Moldau 2021
- 2025, siehe Parlamentswahl in der Republik Moldau 2025